# گاسپارو برتی
 گاسپارو برتی (انگلیسی: Gasparo Berti؛ زاده ۱۶۰۰ درگذشته ۱۶۴۳) یک فیزیک‌دان، و ستاره‌شناس اهل ایتالیا بود.